# Karen Philipp

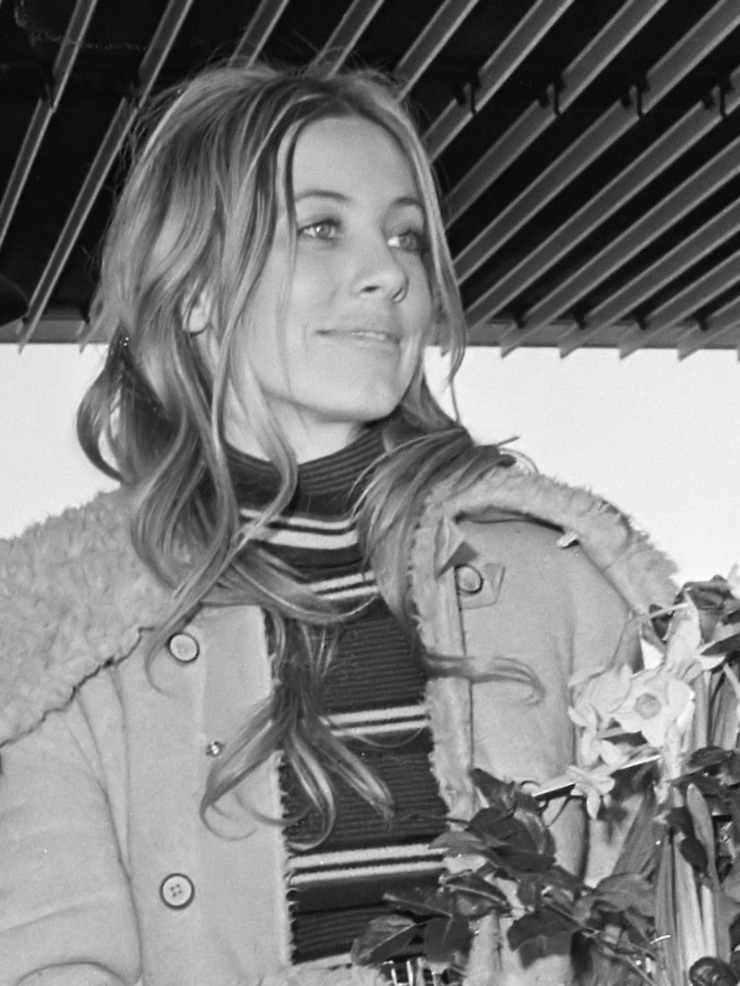
Karen Philipp am Flughafen Amsterdam Schiphol (1971)

Karen Philipp (* 7. September 1945 in Salina, Kansas) ist eine US-amerikanische Sängerin, Songschreiberin und Schauspielerin. Bekanntheit erlangte sie durch ihre Zusammenarbeit mit Sérgio Mendes sowie ihre Auftritte in US-Fernsehserien.

## Leben
Nach ihrem Abschluss an der University of Redlands in Kalifornien 1967 wurde Karen Philipp von Sérgio Mendes als Sängerin für seine Band Brasil ’66 engagiert. Sie ergänzte hierbei Lani Hall, die bereits seit 1966 als Sängerin in der Band tätig war. Karen war als Sängerin an den Alben Fool on the Hill (1968), Crystal Illusions (1969), Ye-Me-Lê (1969) und Stillness (1970) beteiligt und gehörte auch noch zum Ensemble der Nachfolger-Band Brasil ’77, verließ die Gruppe jedoch 1972 zugunsten ihrer Schauspielkarriere.
Ihre erste Schauspielrolle erhielt Philipps 1972 als Lt. Maria „Dish“ Schneider in zwei Folgen der Fernsehserie M*A*S*H. Im September desselben Jahres war sie in einer Bilderserie im Playboy zu sehen. Es folgten weitere Auftritte in populären Fernsehserien. Ihre bekannteste Rolle spielte Philipps von 1978 bis 1981 als Sekretärin Robin Rollin in insgesamt 13 Folgen der Krimiserie Quincy. Nach einem kleinen Auftritt als Sekretärin in der Komödie Traffic School – Die Blech- und Dachschaden-Kompanie beendete sie 1985 ihre Laufbahn als Schauspielerin.
Neben ihrer Gesangs- und Schauspielkarriere betätigte sich Philipps auch als Songschreiberin. So wurde das 1972 von ihr komponierte Lied I Didn’t Mean To Love You von bekannten Musikern wie Helen Reddy (auf deren Album I Am Woman), Dionne Warwick, Freddy Cole, Billy Eckstine und Liesbeth List eingespielt. 1975 erschien eine niederländischsprachige Version des Liedes von Barbara Nielsen mit dem Titel Zondagmorgen.

## Filmografie (Auswahl)
- 1972: M*A*S*H (Fernsehserie, zwei Folgen)
- 1973: A Brand New Life (Fernsehfilm)
- 1973: Notruf California (Emergency!; Fernsehserie, zwei Folgen)
- 1974: Evel Knievel (Fernsehfilm)
- 1975: Cannon (Fernsehserie, eine Folge)
- 1975: Bronk (Fernsehserie, eine Folge)
- 1976: Die Straßen von San Francisco (The Streets of San Francisco; Fernsehserie, eine Folge)
- 1976: Serpico (Fernsehserie, eine Folge)
- 1978–1981: Quincy (Quincy, M. E.; Fernsehserie, 13 Folgen)
- 1980: Jahreszeiten einer Ehe (A Change of Seasons)
- 1981: Was dich bewegt (Advice to the Lovelorn; Fernsehfilm)
- 1985: Traffic School – Die Blech- und Dachschaden-Kompanie (Moving Violations)